# Kunitachi, Tokyo
Kunitachi (国立市 (Quốc Lập thị) Kunitachi-shi) là một thành phố nhỏ ở vùng Tama của thủ đô Tokyo, Nhật Bản.
Thành phố rộng chỉ 8,15 km² (thành phố nhỏ thứ hai ở Tokyo và nhỏ thứ năm ở Nhật Bản) với dân số 73.591 người.

## Lịch sử
Kunitachi được thành lập vào ngày 1 tháng 1 năm 1967.

## Địa lý

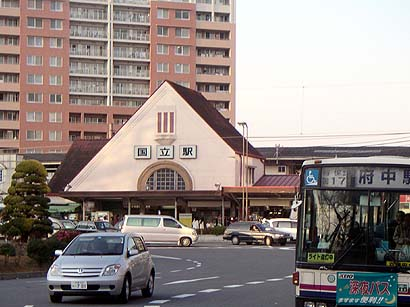
Cửa phía Nam của nhà ga Kunitachi

Kunitachi được biết đến nhiều bởi một đại lộ chính giữa thành phố, Daigaku Dori (nghĩa là Đại lộ Đại học). Hai bên đường này trồng rất nhiều cây anh đào. Sông Tama chảy qua phía Nam thành phố. Đền Yaho Tenmangu là một đền thờ của đạo Shinto có từ năm 903, thờ Sugawara no Michizane- một học giả, thi sĩ, chính trị gia thời kì Heian và được coi là vị thần học tập.

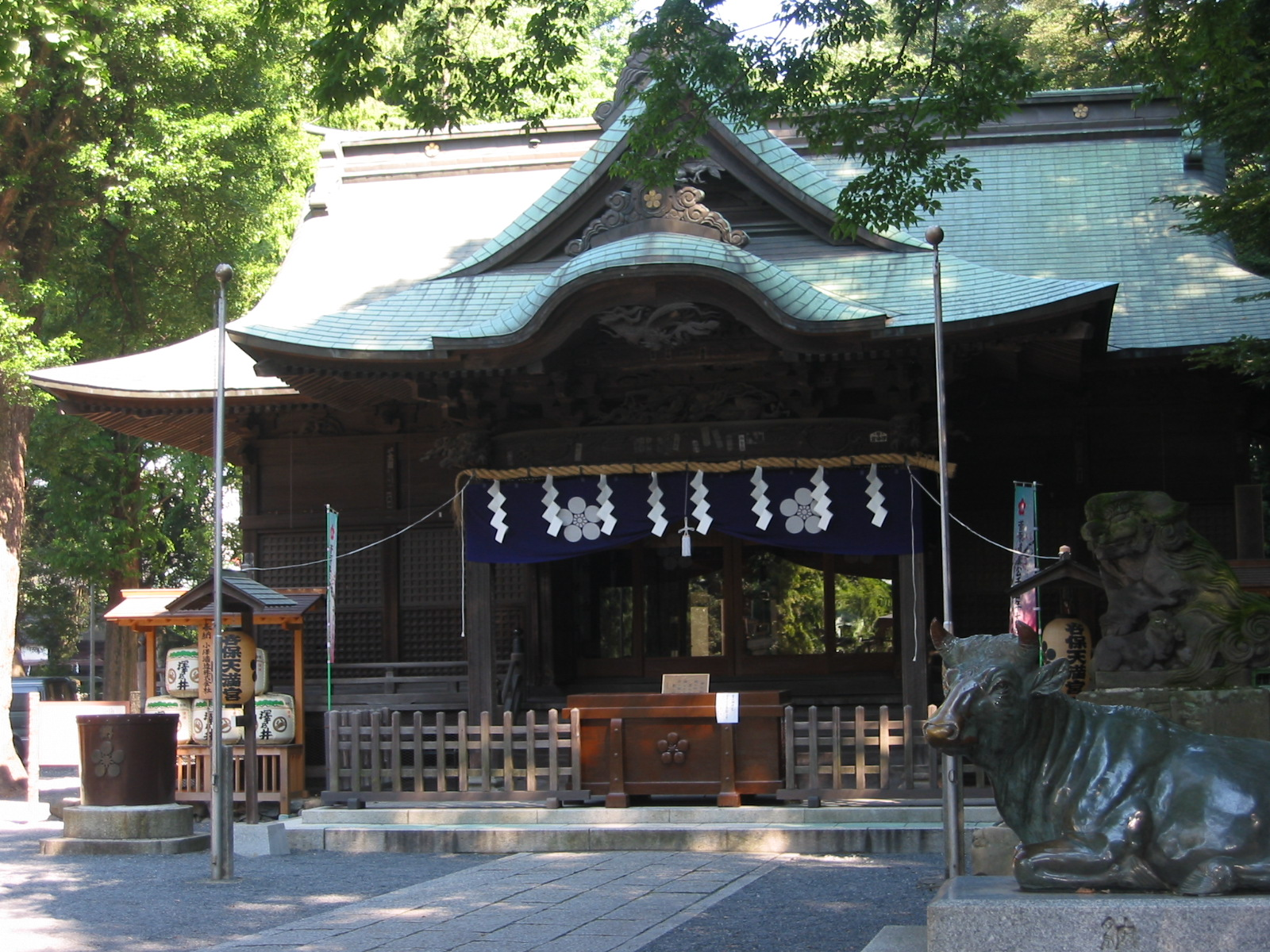
Điện thờ tại Đền Yaho Tenmangu

Trong thành phố trồng nhiều cây Icho, một giống cây bạch quả (Ginkgo biloba), đến mức người dân ở đây đã quyết định chọn nó làm cây biểu tượng của thành phố. Hoa mai, tượng trưng cho học vấn, được trồng nhiều ở đền Yaho Tenmangu, được chọn làm loài hoa biểu tượng của thành phố.

## Giáo dục

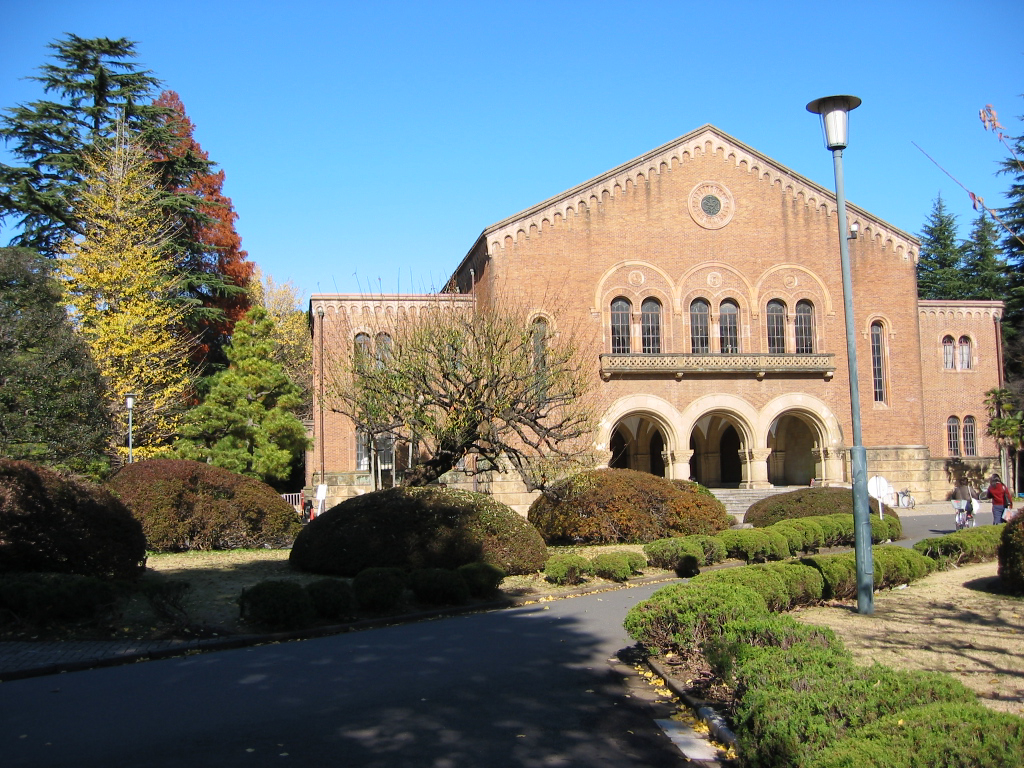
Một cảnh trong Đại học Hitotsubashi

Kunitachi là nơi có cơ sở chính của Đại học Hitotsubashi, một trong những đại học hàng đầu Nhật Bản về ngành xã hội học, nhất là về kinh tế học và thương mại. Kunitachi còn từng là nơi có các cơ sở đào tạo của Đại học Âm nhạc Kunitachi. Nhiều nhạc sĩ nổi tiếng thế giới đã tốt nghiệp trường này. Ngoài ra, ở thành phố này còn nhiều cơ sở giáo dục khác đào tạo các ngành: thể thao, khoa học máy tính... Do đó, thành phố được công nhận là khu văn giáo của Tokyo.